# Patrick Sweeney
Patrick Anthony Sweeney (Cleveland, Ohio; 2 de septiembre de 1939-Ib., 7 de septiembre de 2020) fue un político estadounidense, miembro de la Cámara de Representantes de Ohio de 1967 a 1997 y miembro del Senado de Ohio de 1997 a 1998. Fue designado en enero de 1997 para cubrir la vacante dada por Dennis Kucinich, quien fue elegido para el Congreso. Sin embargo, en 1998 optó por no presentarse a las elecciones a su escaño en el Senado, siendo Dan Brady su sucesor.

## Biografía
Hijo de padres irlandeses, obtuvo una maestría de la escuela de Gobierno John F. Kennedy y trabajó en la Facultad de Asuntos Urbanos Maxine Goodman Levin de la Universidad Estatal de Cleveland como Asistente del Vicepresidente de Relaciones Gubernamentales. Sweeney también es presidente de la firma de promoción de políticas públicas PASCo Consultants.
Sweeney se postuló sin éxito en las elecciones a la alcaldía de Cleveland de 1981. 
La esposa de Sweeney, Emily Margaret Sweeney (de soltera; Mirsky), fue anteriormente (1993-2003) Fiscal de los Estados Unidos para el Distrito Norte de Ohio. Tiene una hija, Margaret Anne quien es fiscal adjunta.
Falleció a los 81 años, de causas naturales, según confirmó su única hija.